# Route nationale 814c
La route nationale 814C, ou RN 814C, était une route nationale française  qui reliait la RN 13 à Vierville-sur-Mer par Formigny et Saint-Laurent-sur-Mer.
Elle fut créée après la Seconde Guerre mondiale pour desservir la plage d'Omaha Beach.
À la suite de la réforme de 1972, elle fut déclassée en RD 517.